# امانوئل کاسیون
امانوئل کاسیون (انگلیسی: Emmanuel Cascione؛ زادهٔ ۲۲ سپتامبر ۱۹۸۳) بازیکن فوتبال اهل ایتالیا است.
از باشگاه‌هایی که در آن بازی کرده‌است می‌توان به باشگاه فوتبال رجینا، باشگاه فوتبال فیورنتینا، باشگاه فوتبال پارما، باشگاه فوتبال پیستویزه، باشگاه فوتبال دلفینو پسکارا، باشگاه فوتبال چزنا، و باشگاه فوتبال وستهام یونایتد اشاره کرد.
وی همچنین در تیم ملی فوتبال زیر ۲۰ سال ایتالیا بازی کرده‌است.